# بيل ميلز
بيل ميلز (بالإنجليزية: Bill Mills)‏ هو لاعب كرة قاعدة أمريكي، ولد في 2 نوفمبر 1919 في بوسطن في الولايات المتحدة.